# Louis Chazette
Pour les articles homonymes, voir Chazette.
Louis Chazette est un homme politique français né le 19 septembre 1872 à Lyon (Rhône) et décédé le 2 avril 1930 à Lyon.
Issu d'une famille modeste, il est avocat à Lyon. Militant radical, il est conseiller d'arrondissement, adjoint au maire de Lyon et administrateur des hospices civils de Lyon. Il est député du Rhône de 1924 à 1928, inscrit au groupe radical. 

## Source
- « Louis Chazette », dans le Dictionnaire des parlementaires français (1889-1940), sous la direction de Jean Jolly, PUF, 1960 [détail de l’édition]